# Zarqa Valles
Le Zarqa Valles sono una struttura geologica della superficie di Marte.
Sono intitolate al fiume Zarqa in Giordania.